# 钟俱仇
钟俱仇（?—?），西秦大臣，官至尚书左仆射，是西秦第二任皇帝薛仁杲的妹夫，后叛于唐朝，再叛被镇压。

## 生平
最初钟俱仇在浅水原之战中没有直接参战，但是在薛仁杲主力和李世民主力对峙的时候，以尚书左仆射的身份连带着治下的河州一同叛变，归降了唐朝，也是对西秦势力士气的一次重创。随后不久就再次反叛，和赤排羌一同入寇汉中，被随即而来的秦州总管窦轨所镇压。

### 书目
- 旧唐书
- 新唐书
- 册府元龟

### 引用
1. ↑  《旧唐书》列传第五：“仁杲妹夫伪左仆射钟俱仇以河州归国太宗知其可击”
《新唐书》列传第十一：“左仆射钟俱仇以河州降王策贼可破”
《册府元龟》卷一二六：“十月景午薛仁杲所署尚书左仆射锺俱仇以河州来降”
2. ↑  《旧唐书》列传第十二：“会赤排羌作乱与薛举叛将钟俱仇同寇汉中拜轨秦州总管与贼连战皆捷馀党悉降”
《新唐书》列传第十一：“赤排羌与薛举叛将钟俱仇寇汉中拜秦州总管讨贼连战有功馀党悉降”